# Steve Anderhub
Stefan Anderhub –conocido como Steve Anderhub– (Lucerna, 12 de julio de 1970) es un deportista suizo que compitió en bobsleigh en las modalidades doble y cuádruple.
Participó en dos Juegos Olímpicos de Invierno, obteniendo una medalla de plata en Salt Lake City 2002, en la prueba doble (junto con Christian Reich), y el séptimo lugar en Nagano 1998 (prueba cuádruple).
Ganó una medalla de bronce en el Campeonato Mundial de Bobsleigh de 2001 y dos medallas en el Campeonato Europeo de Bobsleigh, oro en 2002 y plata en 2001.

## Palmarés internacional
| Juegos Olímpicos   | Juegos Olímpicos                | Juegos Olímpicos  | Juegos Olímpicos |
| Año                | Lugar                           | Medalla           | Prueba           |
| ------------------ | ------------------------------- | ----------------- | ---------------- |
| 2002               | Salt Lake City (Estados Unidos) | Medalla de plata  | Doble            |
| Campeonato Mundial |                                 |                   |                  |
| Año                | Lugar                           | Medalla           | Prueba           |
| 2001               | Sankt Moritz (Suiza)            | Medalla de bronce | Cuádruple        |
| Campeonato Europeo |                                 |                   |                  |
| Año                | Lugar                           | Medalla           | Prueba           |
| 2001               | Königssee (Alemania)            | Medalla de plata  | Doble            |
| 2002               | Cortina d'Ampezzo (Italia)      | Medalla de oro    | Doble            |